# (5410) Спиваков
(5410) Спиваков (лат. Spivakov) — типичный астероид главного пояса, который был открыт 16 февраля 1967 года советским астрономом Тамарой Смирновой в обсерватории Крыма и назван в честь Владимира Спивакова, художественного руководителя и главного дирижёра Национального филармонического оркестра России.

Орбита астероида Спиваков и его положение в Солнечной системе